# Dicallaneura pelidna
Dicallaneura pelidna är en fjärilsart som beskrevs av Jordan 1937. Dicallaneura pelidna ingår i släktet Dicallaneura och familjen Riodinidae. Inga underarter finns listade i Catalogue of Life.